# Binomické rozdělení

Tři příklady binomického rozdělení.

Distribuční funkce odpovídající příkladům nahoře.

Binomické rozdělení (někdy též Bernoulliho schéma) popisuje četnost výskytu náhodného jevu v {\displaystyle n} nezávislých pokusech, v nichž má jev stále stejnou pravděpodobnost. Pokud speciálně {\displaystyle n=1}, jde o alternativní rozdělení.
V matematických textech se můžeme setkat s označením {\displaystyle X} ~ {\displaystyle Bi(n,p)} (někde také jako {\displaystyle B(n,p)}), kde {\displaystyle n} udává počet pokusů a {\displaystyle p} udává pravděpodobnost daného jevu.

## Rozdělení pravděpodobnosti
Diskrétní náhodná veličina {\displaystyle X} s binomickým rozdělením může nabývat celočíselných hodnot od nuly po {\displaystyle n}.
Pravděpodobnost, že jev nastane právě {\displaystyle x}-krát z {\displaystyle n} pokusů při pravděpodobnosti jevu {\displaystyle p}, je určena rozdělením
{\displaystyle P[X=x]={n \choose x}p^{x}(1-p)^{n-x},}
kde {\displaystyle {n \choose x}} je kombinační číslo.

## Charakteristiky rozdělení
Binomické rozdělení lze také popsat některými charakteristikami.
Střední hodnota binomického rozdělení je
{\displaystyle \operatorname {E} (X)=np}
Rozptyl je
{\displaystyle \operatorname {D} (X)=np(1-p)}
Pro koeficient šikmosti dostáváme
{\displaystyle \gamma _{1}={\frac {1-2p}{\sqrt {np(1-p)}}}}
Koeficient špičatosti binomického rozdělení má hodnotu
{\displaystyle \gamma _{2}={\frac {1-6p(1-p)}{np(1-p)}}}
Momentovou vytvořující funkci lze zapsat ve tvaru
{\displaystyle m(z)={\left[p\mathrm {e} ^{z}+(1-p)\right]}^{n}}

## Příklady
- Jaká je pravděpodobnost, že při 5 vrzích kostkou padne právě 2× číslo 1?

{\displaystyle n=5,\,x=2,\,p=1/6}
{\displaystyle p_{2}={5 \choose 2}\left({\frac {1}{6}}\right)^{2}\left(1-{\frac {1}{6}}\right)^{(5-2)}\approx 0{,}16=16\ \%}
- Pro {\displaystyle n\to \infty } a malé pravděpodobnosti, tzn. {\displaystyle p\to 0}, přechází binomické rozdělení v rozdělení Poissonovo.
- Pro {\displaystyle p} blízké {\displaystyle {\frac {1}{2}}} lze binomické rozdělení již od {\displaystyle n} v řádu několika desítek velmi dobře aproximovat normálním rozdělením.
- Platí dokonce, že Binomické rozdělení {\displaystyle Bi(n,p)} lze aproximovat normálním rozdělením {\displaystyle N(\mu =np,\sigma ^{2}=np(1-p))} pro dostatečně velká {\displaystyle n}. Důkaz viz odkazy.